# Майстер Шеф 4 сезон (2014 рік)
Майстер шеф - це кулінарне шоу в якому 20 учасників змагаються у своїх кулінарних здібностях. Переможець отримає грошовий приз і право вчитися в престижній французької кулінарній школі Le Cordon Bleu.
четвертий сезон шоу транслювався з 27.08.2014 до 24.12.2014.
Суддями стали Ектор Хіменес-Браво, Тетяна Литвинова і Микола Тищенко
Переможцем став Євген Злобін

## Учасники
| Учасник               | Рідне місто   | Вік | Місце роботи             | Місце |
| --------------------- | ------------- | --- | ------------------------ | ----- |
| Євген Злобін          | Маріуполь     | 30  | складальник меблів       | 1     |
| Оксана Мансирова      | Диканька      | 20  | продавчиня-консультантка | 2-3   |
| Самвел Адамян         | Мелітополь    | 32  | соліст                   | 2-3   |
| Нікіта Моісеєв        | Ізмаїл        | 24  | офіціант                 | 4     |
| Віктор Перехрест      | Київ          | 18  | взуттьовик               | 5     |
| Ярослав Бреус         | Феськівка     | 20  | помічник кухаря          | 6     |
| Діана Бабошина        | Луганськ      | 21  | офіціантка               | 7-8   |
| Дмитро Павлюков       | Донецьк       | -   | провідний заходів        | 7-8   |
| Вікторія Кушнір       | Севастополь   | 33  | безробітня               | 9     |
| Євген Поливода        | Дімітров      | 19  | безробітний              | 10    |
| Ангеліна Заварніцька  | -             | 21  | студентка                | 11-12 |
| Тетяна Катерновська † | Димер         | 60  | медсестра                | 11-12 |
| Ганна Мажник          | Київ          | 21  | касирка                  | 13    |
| Віта Ладенкова        | Маріуполь     | 35  | домогосподарка           | 14    |
| Олексій Кислов        | Київ          | 39  | ПАО «АМК»                | 15-16 |
| Іван Третяк           | -             | 23  | студент                  | 15-16 |
| Мілан Котєв           | -             | 22  | машиніст сцени в театрі  | 17    |
| Марина Цуркан         | Київ          | 28  | юристка                  | 18    |
| Вікторія Козіс        | Кропивницький | 45  | домогосподарка           | 19-20 |
| Оксана Цуркан         | Київ          | 28  | -                        | 19-20 |

## Випуски
|  | 1-ше місце                                                         |
|  | 2-3 місця                                                          |
|  | 4-те місце                                                         |
|  | 5-те місце                                                         |
|  | учасник отримав кітель                                             |
|  | учасник отримав кітель, але був в чорному                          |
|  | учасник отримав чорний фартух,але зміг його зняти протягом випуску |
|  | учасник отримав чорний                                             |
|  | учасник пройшов до наступного етапу                                |
|  | учасник покинув шоу                                                |

1-й випуск - Кастинг(27.08.14);2-й випуск - Відбір до 20-ки(03.09.14).
| Учасники              | Випуски             | Випуски             | Випуски             | Випуски             | Випуски             | Випуски             | Випуски             | Випуски              | Випуски              | Випуски              | Випуски              | Випуски              | Випуски              | Випуски              | Випуски              | Випуски              | Випуски | Випуски | Випуски |
| Учасники              | 3-й вип. (10.09.14) | 4-й вип. (17.09.14) | 5-й вип. (24.09.14) | 6-й вип. (01.10.14) | 7-й вип. (08.10.14) | 8-й вип. (15.10.14) | 9-й вип. (22.10.14) | 10-й вип. (29.10.14) | 11-й вип. (05.11.14) | 12-й вип. (12.11.14) | 13-й вип. (19.11.14) | 14-й вип. (26.11.14) | 15-й вип. (03.12.14) | 16-й вип. (10.12.14) | 17-й вип. (17.12.14) | 18-й вип. (24.12.14) |         |         |         |
| --------------------- | ------------------- | ------------------- | ------------------- | ------------------- | ------------------- | ------------------- | ------------------- | -------------------- | -------------------- | -------------------- | -------------------- | -------------------- | -------------------- | -------------------- | -------------------- | -------------------- | ------- | ------- | ------- |
| Євген Злобін          | пройшов             | пройшов             | пройшов             | Чорний              | пройшов             | пройшов             | пройшов             | пройшов              | пройшов              | Чорний               | Чорний               | пройшов              | пройшов              | кітель               | Суперфінал           | 1 місце              |         |         |         |
| Самвел Адамян         | пройшов             | пройшов             | пройшов             | пройшов             | пройшов             | пройшов             | Чорний              | пройшов              | пройшов              | пройшов              | пройшов              | пройшов              | Чорний               | кітель               | Суперфінал           | 2-3 місце            |         |         |         |
| Оксана Мансирова      | пройшла             | Чорний              | пройшла             | пройшла             | Чорний              | пройшла             | Чорний              | пройшла              | пройшла              | пройшла              | пройшла              | пройшла              | пройшла              | кітель               | Суперфінал           | 2-3 місце            |         |         |         |
| Нікіта Моісеєв        | Чорний              | пройшов             | пройшов             | пройшов             | пройшов             | Чорний              | пройшов             | пройшов              | Чорний               | пройшов              | пройшов              | Чорний               | пройшов              | кітель               | 4 місце              | Вибув                |         |         |         |
| Віктор Перехрест      | пройшов             | пройшов             | пройшов             | пройшов             | пройшов             | пройшов             | Чорний              | Чорний               | Чорний               | Вибув                | Вибув                | пройшов              | Чорний               | кітель               | 5 місце              | Вибув                |         |         |         |
| Ярослав Бреус         | пройшов             | пройшов             | пройшов             | пройшов             | Чорний              | Чорний              | пройшов             | пройшов              | Чорний               | пройшов              | Чорний               | пройшов              | пройшов              | Вибула               | Вибула               | Вибула               | Вибула  | Вибула  |         |
| Діана Бабошина        | пройшла             | пройшла             | Чорний              | пройшла             | Чорний              | Чорний              | пройшла             | Чорний               | Чорний               | пройшла              | Чорний               | пройшла              | Вибула               | Вибула               | Вибула               | Вибула               | Вибула  | Вибула  |         |
| Дмитро Павлюков       | Чорний              | пройшов             | Чорний              | Чорний              | пройшов             | пройшов             | пройшов             | пройшов              | Чорний               | Чорний               | Чорний               | Чорний               | Вибув                | Вибув                | Вибув                | Вибув                | Вибув   | Вибув   |         |
| Вікторія Кушнір       | Чорний              | пройшла             | пройшла             | пройшла             | Чорний              | пройшла             | пройшла             | пройшла              | пройшла              | Чорний               | Чорний               | Вибув                | Вибув                | Вибув                | Вибув                | Вибув                | Вибув   | Вибув   |         |
| Євген Паливода        | Чорний              | пройшов             | Чорний              | пройшов             | пройшов             | пройшов             | Чорний              | пройшов              | Чорний               | пройшов              | Вибув                | Вибув                | Вибув                | Вибув                | Вибув                | Вибув                | Вибув   | Вибув   |         |
| Ангеліна Заварніцька  | Чорний              | пройшла             | пройшла             | пройшла             | Чорний              | пройшла             | пройшла             | Вибула               | Вибула               | Вибула               | Вибула               | Вибула               | Вибула               | Вибула               | Вибула               | Вибула               | Вибула  |         |         |
| Тетяна Катерновська † | Чорний              | Чорний              | Чорний              | пройшла             | Чорний              | пройшла             | Чорний              | Вибула               | Вибула               | Вибула               | Вибула               | Вибула               | Вибула               | Вибула               | Вибула               | Вибула               | Вибула  |         |         |
| Ганна Мажник          | пройшла             | пройшла             | пройшла             | пройшла             | Чорний              | пройшла             | Вибула              | Вибула               | Вибула               | Вибула               | Вибула               | Вибула               | Вибула               | Вибула               | Вибула               | Вибула               | Вибула  |         |         |
| Віта Ладенкова        | пройшла             | пройшла             | пройшла             | пройшла             | Чорний              | Вибула              | Вибула              | Вибула               | Вибула               | Вибула               | Вибула               | Вибула               | Вибула               | Вибула               | Вибула               | Вибула               | Вибула  |         |         |
| Олексій Кислов        | пройшов             | Чорний              | пройшов             | Вибув               | Вибув               | Вибув               | Вибув               | Вибув                | Вибув                | Вибув                | Вибув                | Вибув                | Вибув                | Вибув                | Вибув                | Вибув                |         |         |         |
| Іван Третяк           | Чорний              | пройшов             | пройшов             | Вибув               | Вибув               | Вибув               | Вибув               | Вибув                | Вибув                | Вибув                | Вибув                | Вибув                | Вибув                | Вибув                | Вибув                | Вибув                |         |         |         |
| Мілан Котєв           | пройшла             | пройшла             | Вибув               | Вибув               | Вибув               | Вибув               | Вибув               | Вибув                | Вибув                | Вибув                | Вибув                | Вибув                | Вибув                | Вибув                | Вибув                | Вибув                |         |         |         |
| Марина Цуркан         | пройшла             | Вибула              | Вибула              | Вибула              | Вибула              | Вибула              | Вибула              | Вибула               | Вибула               | Вибула               | Вибула               | Вибула               | Вибула               | Вибула               | Вибула               | Вибула               |         |         |         |
| Вікторія Козіс        | Вибула              | Вибула              | Вибула              | Вибула              | Вибула              | Вибула              | Вибула              | Вибула               | Вибула               | Вибула               | Вибула               | Вибула               | Вибула               | Вибула               | Вибула               | Вибула               |         |         |         |
| Оксана Цуркан         | Вибула              | Вибула              | Вибула              | Вибула              | Вибула              | Вибула              | Вибула              | Вибула               | Вибула               | Вибула               | Вибула               | Вибула               | Вибула               | Вибула               | Вибула               | Вибула               |         |         |         |